# ویکتور اوشپیه
ویکتور اوشپیه (فرانسوی: Victor Hochepied‎؛ ۲۹ اکتبر ۱۸۸۳ – ۲۶ مارس ۱۹۶۶) یک شناگر اهل فرانسه بود.
از افتخارات وی میتوان به کسب مدال نقره شنای ۲۰۰ متر تیمی در بازی‌های المپیک تابستانی ۱۹۰۰ اشاره کرد.